# Sphecozone gravis
Sphecozone gravis is een spinnensoort uit de familie hangmatspinnen (Linyphiidae). De soort komt voor in Bolivia.